# Келлі (Айова)
Келлі (англ. Kelley) — місто (англ. city) в США, в окрузі Сторі штату Айова. Населення — 304 особи (2020).

## Географія
Келлі розташоване за координатами 41°57′3″ пн. ш. 93°39′56″ зх. д. / 41.95083° пн. ш. 93.66556° зх. д. (41.950807, -93.665499).  За даними Бюро перепису населення США в 2010 році місто мало площу 1,77 км², уся площа — суходіл.

## Демографія
Згідно з переписом 2010 року, у місті мешкало 309 осіб у 120 домогосподарствах у складі 91 родини. Густота населення становила 174 особи/км².  Було 127 помешкань (72/км²).
Расовий склад населення:
| - 98,4 % — білих - 0,6 % — чорних або афроамериканців - 0,3 % — азіатів |

До двох чи більше рас належало 0,6 %. Частка іспаномовних становила 1,0 % від усіх жителів.
За віковим діапазоном населення розподілялося таким чином: 26,9 % — особи молодші 18 років, 63,7 % — особи у віці 18—64 років, 9,4 % — особи у віці 65 років та старші. Медіана віку мешканця становила 35,1 року. На 100 осіб жіночої статі у місті припадало 100,6 чоловіків;  на 100 жінок у віці від 18 років та старших — 94,8 чоловіків також старших 18 років.
Середній дохід на одне домашнє господарство  становив 72 509 доларів США (медіана — 71 667), а середній дохід на одну сім'ю — 80 726 доларів (медіана — 78 036). За межею бідності перебувало 6,5 % осіб, у тому числі 14,1 % дітей у віці до 18 років та 0,0 % осіб у віці 65 років та старших.
Цивільне працевлаштоване населення становило 210 осіб. Основні галузі зайнятості: освіта, охорона здоров'я та соціальна допомога — 25,7 %, виробництво — 12,9 %, будівництво — 11,4 %.